# Julius Schaub
Julius Schaub (20. srpna 1898, Mnichov, Německé císařství – 27. prosince 1967 Mnichov) byl dlouholetý pobočník Adolfa Hitlera a jeden ze zakladatelů Schutzstaffel (SS).

## Život
Julius Schaub navštěvoval základní školu, poté se vyučil drogistou. Pracoval také pro obchodní společnost jako lékárník. V roce 1917 byl odveden na vojnu. Po ošklivém pádu, kdy si poranil obě nohy, byl v roce 1918 propuštěn.
Dne 10. října 1920 se připojil k NSDAP (měl členské číslo 81). V roce 1923 se účastnil Pivního puče. Po jeho krachu utekl do Korutan, ale brzy byl zatčen a odsouzen na jeden rok a tři měsíce vězení. V roce 1925 byl spoluzakladatelem Schutzstaffelu (SS), kde měl členské číslo 7. Jeho prvními soudruhy v SS byli Emil Maurice, Ulrich Graf, Erhard Heiden, Julius Schreck a Christian Weber.
Téhož roku jmenoval Hitler Schauba jako svého osobního asistenta, a až do roku 1945 měli Hitler a Schaub k sobě blízko. Dobrý vztah se svým podřízeným projevil Hitler coby svědek na Schaubově svatbě.
Dne 23. dubna 1945, kdy Hitler věděl, že prohrál válku, poslal Schauba s říšskými dokumenty do Berghofu, kde je Schaub spálil.
Po německé kapitulaci 8. května 1945 byl Schaub zatčen a až do roku 1949 přežíval v různých internačních táborech. Jelikož americká armáda ani německé soudy neobjevily v letech 1933–1945 valné množství činností odpovídajících válečným zločinům, byl ve všech bodech obžaloby zproštěn viny.
Zbytek svého života strávil Schaub jako chemik v Mnichovské továrně.

## Vyznamenání
- Řád krve
- Koburský odznak
- Čestný prýmek starého bojovníka
- Gdaňský kříž, II. třída
- Zlatý stranický odznak (s číslem 81)
- |  |  Služební vyznamenání NSDAP, I., II. a III. třída
- SS-Ehrenring
- Čestná šavle Reichsführera SS

Údaje použity z: ruská Wikipedie-Шауб, Юлиус/Награды